# لیگ بین‌المللی فوتبال
لیگ بین‌المللی فوتبال یا آی‌اس‌ال یک لیگ فوتبال مستقر در ایالات متحده بود که در سال ۱۹۶۰ تشکیل شد و در سال ۱۹۶۵ فروپاشید. در لیگ، تیم‌های مهمان عمدتاً از اروپا و برخی از آسیا، آمریکای جنوبی، کانادا و مکزیک حضور داشتند.
ایجاد لیگ در ژانویه ۱۹۶۰ اعلام شد، زمانی که به عنوان تلاشی برای ایجاد جام جهانی باشگاه‌ها در نظر گرفته شد. با این حال، همزمانی جام بین قاره‌ای مورد تایید یوفا/کونمبول، که همچنین در سال ۱۹۶۰ راه‌اندازی شد، هر گونه احتمالی را که لیگ ممکن است به عنوان قهرمانی باشگاه‌های جهان مرتبط باشد، باطل کرد.

## تاریخچه
در سال ۱۹۶۰، ویلیام دی کاکس، یک تاجر ثروتمند آمریکایی و مالک سابق فیلادلفیا فیلیز، یک تیم بیسبال ایالات متحده، بازار بالقوه‌ای را در ایالات متحده برای فوتبال سطح بالا دید. او با درک این موضوع که تیم‌های ایالات متحده به اندازه کافی در سطح بالایی بازی نمی‌کنند تا توجه اکثر هواداران را به خود جلب کند، شروع به بررسی امکان واردات تیم‌های اروپایی و آمریکای جنوبی در طول فصل‌های خارج از لیگ کرد. به طور سنتی، تورهای باشگاه‌های اروپایی در شمال شرقی ایالات متحده به خوبی انجام می‌شد و کاکس تصمیم گرفت این رویکرد را دنبال کند.
با این حال، فوتبال در ایالات متحده توسط فدراسیون فوتبال ایالات متحده آمریکا (یواس‌اس‌اف‌ای) اداره می‌شد. این فدراسیون به عنوان عضوی از سازمان بین‌المللی حاکم بر فوتبال، فیفا، تنها قدرت را در ایالات متحده داشت که اجازه ایجاد یک لیگ جدید را بدهد، و هر لیگی که بدون مجوز یواس‌اس‌اف‌ای ایجاد شود، یک "لیگ غیرقانونی" اعلام می‌شود. هر فردی که در یک "لیگ غیرقانونی" بازی می‌کند، از بازی در هر لیگ یا تیم دیگری وابسته به فیفا منع می‌شود، و از آنجایی که تقریباً هر لیگ و تیمی در جهان به بدنه جهانی فوتبال وابسته است، این امر عملاً یک بازیکن را از فوتبال بازی کردن در هر جایی منع می‌کند.
برای دریافت تاییدیه یواس‌اس‌اف‌ای، کاکس از طریق لیگ فعلی فوتبال آمریکا، یک لیگ به رسمیت شناخته شده توسط یواس‌اس‌اف‌ای، کار کرد. این کار تا آنجا پیش رفت که در سال ۱۹۶۱، این لیگ تنها یک بازی در طول فصل آی‌اس‌ال برنامه ریزی کرد تا از جلب حمایت هواداران از لیگ جلوگیری کند. هر سال، آی‌اس‌ال دو نیمه از فصل خود را با تیم‌های مختلف بازی می‌کرد. تیم برتر هر نیمه در یک بازی قهرمانی پایان فصل با یکدیگر بازی می‌کردند. برای اینکه به هواداران آمریکایی سهم بیشتری در لیگ بدهد، کاکس تصمیم گرفت به تیمی از بازیکنان مستقر در ایالات متحده وارد شود. این تیم که به‌طور متغیر نیویورک، نیویورک‌ها و آمریکایی‌های نیویورک نامیده می‌شود، معمولاً ترکیبی از متخصصان اروپایی مستقر در ایالات متحده با برخی ستاره‌های بومی بود. کاکس همچنین پوشش تلویزیونی منطقه‌ای و جریان درآمد مربوط به آن را به دست آورد. در حالی که بازی‌ها در ابتدا در منطقه شهری نیویورک انجام می‌شد، با افزایش علاقه به آی‌اس‌ال، او لیگ را به شیکاگو، دیترویت، بوستون و لس آنجلس گسترش داد.
آی‌اس‌ال فقط تا پایان فصل ۱۹۶۵ قبل از منحل شدن دوام آورد، نه به دلیل ضررهای مالی مداوم (حدود ۱۰۰،۰۰۰ دلار در پنج فصل)، بلکه به دلیل خصومت مداوم یواس‌اس‌اف‌ای. موفقیت روزافزون آی‌اس‌ال، همراه با امتناع کاکس از اجازه دادن به یواس‌اس‌اف‌ای در مدیریت لیگ، منجر به ترس یواس‌اس‌اف‌ای از از دست دادن کنترل فوتبال در ایالات متحده شد. در سال ۱۹۶۵ سازمان، کاکس را از وارد کردن تیم‌ها به ایالات متحده منع کرد و تهدید کرد که آی‌اس‌ال را یک لیگ غیرقانونی اعلام خواهد کرد. کاکس مجبور شد آی‌اس‌ال را منحل کند، اما از یواس‌اس‌اف‌ای به دلیل نقض ضد تراست در دادگاه فدرال شکایت کرد، شکایتی که او در نهایت برنده شد. در حالی که آی‌اس‌ال آخرین فصل خود را در سال ۱۹۶۵ بازی کرد، این مدل دوباره در سال ۱۹۶۷ استفاده شد، زمانی که اتحادیه فوتبال ایالات متحده تیم‌های خارجی را برای پر کردن لیگ خود وارد کرد و دوباره در سال ۱۹۶۹ زمانی که لیگ فوتبال آمریکای شمالی (ناسل) در نیمه اول فصلش از تیم‌های وارداتی استفاده کرد.
در سال ۱۹۶۷، کاکس با چندین سرمایه‌گذار دیگر ملحق شد تا لیگ حرفه‌ای فوتبال ملی را تأسیس کند، لیگی که توسط یواس‌اس‌اف‌ای تحریم نشده بود و در سال بعد با ایالات متحده ادغام شد و به ناسل تبدیل شد.

## لیست قهرمانان
تیم‌ها به دو گروه تقسیم شدند (بخش اول و دوم) که در آن یک تورنمنت رفت و برگشت انجام دادند. تیم‌هایی که در هر گروه اول شدند، یک مسابقه نهایی را برای تعیین یک قهرمان انجام دادند.
| دوره | سال  | قهرمان           | بازی رفت | بازی برگشت | مجموع | نایب قهرمان         |
| ---- | ---- | ---------------- | -------- | ---------- | ----- | ------------------- |
| ۱    | ۱۹۶۰ | بانگو            | ۲–۰      | –          | ۲–۰   | کیلمارنوک           |
| ۲    | ۱۹۶۱ | دوکلا پراگ       | ۷–۲      | ۲–۰        | ۹–۲   | اورتون              |
| ۳    | ۱۹۶۲ | آمریکا آرجی      | ۲–۱      | ۱–۰        | ۳–۱   | بلننسس              |
| ۴    | ۱۹۶۳ | وستهام یونایتد   | ۱–۱      | ۱–۰        | ۲–۱   | گورنیک زابژه        |
| ۵    | ۱۹۶۴ | زاگلبی ساسنوویتس | ۴–۰      | ۱–۰        | ۵–۰   | وردربرمن            |
| ۶    | ۱۹۶۵ | پولونیا بیتوم    | ۳–۰      | ۲–۱        | ۵–۱   | آمریکایی‌های نیویورک |

## چلنج کاپ آمریکا
در سال ۱۹۶۲، آی‌اس‌ال یک چلنج کاپ سالانه را آغاز کرد. این برنده برنده چلنج کاپ سال قبل را با قهرمان لیگ فصل جاری جفت می‌کند. دوکلا پراگ در سال ۱۹۶۱ با غلبه بر اورتون با نتایج ۷–۲ و ۲–۰ قهرمان شد. آنها در اولین چلنج کاپ با برنده فصل ۱۹۶۲، آمریکا آرجی، بازی کردند. دوکلا پراگ برنده شد و برای سه جام چالش بعدی برگشت و هر کدام را برد، به جز آخرین موردی که در آن به پولونیا بیتوم برنده شد.

### لیست قهرمانان
| دوره | سال  | قهرمان        | بازی رفت   | بازی برگشت | مجموع      | نایب قهرمان      |
| ---- | ---- | ------------- | ---------- | ---------- | ---------- | ---------------- |
| ۱    | ۱۹۶۰ | بانگو         | برگزار نشد | برگزار نشد | برگزار نشد | برگزار نشد       |
| ۲    | ۱۹۶۱ | دوکلا پراگ    | برگزار نشد | برگزار نشد | برگزار نشد | برگزار نشد       |
| ۳    | ۱۹۶۲ | دوکلا پراگ    | ۱–۱        | ۲–۱        | ۳–۲        | آمریکا آرجی      |
| ۴    | ۱۹۶۳ | دوکلا پراگ    | ۱–۰        | ۱–۱        | ۲–۱        | وستهام یونایتد   |
| ۵    | ۱۹۶۴ | دوکلا پراگ    | ۳–۱        | ۱–۱        | ۴–۲        | زاگلبی ساسنوویتس |
| ۶    | ۱۹۶۵ | پولونیا بیتوم | ۲–۰        | ۱–۱        | ۳–۱        | دوکلا پراگ       |

## بازیکن برتر لیگ
از سال ۱۹۶۱، قهرمان لیگ جایزه دوایت دی. آیزنهاور را دریافت کرد، اما از سال ۱۹۶۲ تا ۱۹۶۵ این جایزه به بازیکن برتر لیگ داده شد. با این حال، در سال‌های ۱۹۶۰ و ۱۹۶۱ بهترین بازیکنان این مسابقات به ترتیب آدمیر دا گویا (بانگو) و والتر سانتوس (بانگو) بودند.
| سال  | بازیکن         | باشگاه              |
| ---- | -------------- | ------------------- |
| ۱۹۶۰ | آدمیر دا گویا  | بانگو               |
| ۱۹۶۱ | والتر سانتوس   | بانگو               |
| ۱۹۶۲ | کارل بوگلین    | رویتلینگن           |
| ۱۹۶۳ | بابی مور       | وستهام یونایتد      |
| ۱۹۶۴ | گرهارد زبروسکی | وردربرمن            |
| ۱۹۶۵ | اووه شوارتز    | آمریکایی‌های نیویورک |